# Marek Hallada
Marek Hallada – polski artysta fotograf, uhonorowany tytułem Artiste FIAP (AFIAP).

## Działalność
Marek Hallada mieszka i pracuje w Rzeszowie, jest przewodnikiem górskim oraz licencjonowanym przewodnikiem Bieszczadzkiego i Pienińskiego Parku Narodowego. Jest starszym wykładowcą w Katedrze Pedagogiki Medialnej Uniwersytetu Rzeszowskiego. Jest autorem wielu publikacji (m.in.) o technikach wizualnych, multimedialnych, fotograficznych.  
W 1997 roku Marek Hallada został przyjęty w poczet członków Fotoklubu Rzeczypospolitej Polskiej Stowarzyszenia Twórców. Decyzją Komisji Kwalifikacji Zawodowych Fotoklubu RP, otrzymał dyplom potwierdzający kwalifikacje do wykonywania zawodu artysty fotografa, fotografika (legitymacja nr 072). W działalności Fotoklubu RP uczestniczył do 2021. 
Marek Hallada jest autorem i współautorem wielu wystaw fotograficznych; indywidualnych, zbiorowych, poplenerowych, pokonkursowych. Brał aktywny udział w Międzynarodowych Salonach Fotograficznych, organizowanych (m.in.) pod patronatem FIAP, zdobywając wiele medali, nagród, wyróżnień, dyplomów, listów gratulacyjnych. Jest jurorem krajowych i międzynarodowych konkursów oraz wystaw fotograficznych (m.in. XIII edycji Podkarpackich Konfrontacji Fotograficznych oraz VI edycji Międzynarodowego Niekonwencjonalnego Konkursu Fotograficznego „Foto Odlot” – organizowanych przez Wojewódzki Dom Kultury w Rzeszowie). 
Pokłosiem udziału w Międzynarodowych Salonach Fotograficznych (pod patronatem FIAP) było przyznanie Markowi Halladzie (w 1999) tytułu honorowego Artiste FIAP (AFIAP) – nadanego przez Międzynarodową Federację Sztuki Fotograficznej FIAP, z siedzibą w Luksemburgu.